# Muricaria
Muricaria là chi thực vật có hoa trong họ Cải.